# Ordinaire (christianisme)
Pour les articles homonymes, voir Ordinaire et Hiérarque.
Dans certaines confessions chrétiennes, on appelle ordinaire ou hiérarque tous ceux qui, même pour une période limitée, ont juridiction sur une Église, un diocèse, un monastère, un ordre religieux, etc., c'est-à-dire tous ceux qui, d'une manière générale, ont un pouvoir exécutif sur ces diverses communautés.

## Église catholique
Dans l'Église catholique latine, sont dits ordinaires : 
- le pape,
- les prélats ayant charge d'une Église particulière, même temporairement : 
  - archevêques et évêques diocésains,
  - prélats et abbés territoriaux nullius (cf. canon 368, Code de droit canonique de 1983), ainsi qu’autrefois les prévôts de chapitres collégiaux exempts
  - vicaires et préfets apostoliques (cf. canon 368, Code de droit canonique de 1983),
- les vicaires généraux et épiscopaux,
- et enfin les supérieurs majeurs des instituts de vie consacrée ou des sociétés de vie apostolique de droit pontifical ainsi que des ordres monastiques.

Le Code de droit canonique de 1983, actuellement en vigueur dans l'Église catholique, le dispose au canon 134.

## Églises orientales
Dans les Églises d'Orient, le même terme est utilisé pour désigner les hiérarques : patriarche, archimandrite, évêque.

## Églises protestantes
Dans les circonscriptions ecclésiastiques luthériennes en France, les ordinaires équivalents sont appelés inspecteur ecclésiastique.
Dans celles d’Allemagne, ils sont nommés, selon les confessions chrétiennes locales, Kreispfarrer (pasteur de district) ou Kreisoberpfarrer (pasteur supérieur de district), Dekan (doyen) ou Propst (prévôt), Inspektor (inspecteur ecclésiastique) ou Superintendent (surintendant ecclésiastique), Generalsuperintendent (surintendant général ecclésiastique) ou Bischof (évêque).